# Sonia Bisset
Sonia Bisset (* 1. April 1971 in Bayamo) ist eine ehemalige kubanische Speerwerferin.
Den bedeutendsten Erfolg ihrer Karriere erzielte sie mit dem Gewinn der Bronzemedaille bei den Leichtathletik-Weltmeisterschaften 2001 in Edmonton. Mit einer Weite von 64,69 m musste sie sich nur ihrer Landsfrau Osleidys Menéndez (69,53 m) und Mirela Maniani aus Griechenland (65,78 m) geschlagen geben.
Weitere erwähnenswerte Resultate erzielte Bisset als Siegerin der Zentralamerika- und Karibikmeisterschaften 1995 und 1998, der Ibero-Amerikanischen Meisterschaften und des IAAF Grand Prix Finals 2000. Darüber hinaus gewann sie Silbermedaillen bei der Universiade 1997, beim Leichtathletik-Weltcup 2006 und bei den Panamerikanischen Spielen 2007. Bei den Olympischen Spielen 2000 und 2004 wurde sie jeweils Fünfte. Bei Leichtathletik-Weltmeisterschaften erreichte sie zwischen 1997 und 2007 immer das Finale.
Sonia Bisset ist 1,71 m groß und hatte ein Wettkampfgewicht von 69 kg.

## Bestleistungen
- Speerwurf: 67,67 m (6. Juli 2005 in Salamanca)